# Сахаров, Никита Васильевич
Ники́та Васи́льевич Са́харов (7 декабря 1916, стойбище на р. Тунгир (ныне с. Гуля Тунгиро-Олёкминского района) — 20 апреля 1945, Мюнхенберг, Германия) — советский эвенкийский писатель, общественный деятель. Автор повестей «Маленький Никита», «Красный суглан» (обе 1938). Поэт, прозаик, переводчик.

## Биография
Из семьи охотников-оленеводов. После смерти родителей воспитывался родственниками. Важную роль в его судьбе сыграла бабушка — сказительница. В 1938 году окончил Ленинградский институт народов Севера (отделение сов.-партийного руководства). Работал в комсомольских и партийных органах в Тунгиро-Олёкминском национальном округе, в Каларском районе. С декабря 1941 года на фронтах Великой Отечественной войны. Погиб в бою 20 апреля 1945 года. 

## Творчество
Первые публикации в печати относятся к середине 1930-х годов. Творческое наследие составляют повести, рассказы и стихи на эвенкийском и русском языках.  Известен его перевод рассказа М. Горького «Старуха Изергиль». Главы из повести «Детство Никиты» опубликованы в альманахе «Учедэ Тыкин» («Раньше и теперь»). Повесть «Красный суглан» («Красный съезд») вышла отдельной книгой на эвенском и русском языках в «Гослитиздате» в 1938 году. Произведения публиковались в сборниках: «Радость тайги» (Л., 1938), «Новая тайга» (М.; Л., 1952), «Творчество народов Севера» (Л., 1955), «На севере дальнем» (Л., 1958), «Родная тайга» (М., 1959), «Север поёт» (Л., 1961) и др. В центре повествования — северная тайга, Октябрьская революция и изменение традиционного уклада жизни забайкальских эвенков, дружба народов.

## Награды
- Орден Отечественной войны 1-й степени (14.06.1945 — посмертно)[2];
- Орден Красной Звезды (17.02.1945)[3]